# Satan triomphant
Pour plus de détails, voir Fiche technique et Distribution.
Satan triomphant (aussi nommé : Le Rictus de Satan) (Сатана ликующий, Satana likuyuchtchi) est un film muet russe en deux parties de Yakov Protazanov, sorti en 1917.

## Synopsis
Esther et son mari, peintre laid, partagent leur vie avec le pasteur Talnox, frère du peintre, qui vient de perdre sa femme. Un jour, ils reçoivent la visite d'un inconnu.

## Fiche technique
- Titre original : Satana likuyuchtchi
- Titre français : Satan triomphant
- Réalisation : Yakov Protazanov
- Scénario : Olga Blajevitch
- Opérateur : Fedor Bourgassov, Nikolai Toporkov
- Production : Ermolief
- Pays d’origine :  Russie
- Format : Noir et blanc — 3683 mètres — muet
- Genre : drame
- Durée : 87 minutes
- Date de sortie : 
  -  République russe : 21 octobre 1917

## Distribution
- Ivan Mosjoukine : le pasteur Talnox et son fils Sandro van Hogen
- Nathalie Lissenko : Esther, mère de Sandro
- Pavel Pavlov : le peintre, mari d'Esther
- Alexandre Tchabrov : Satan
- Vera Orlova : Inga
- Nekrassov : le père d'Inga

## Analyse
Paraissent en 1917 et 1918 sur les écrans russes une série de films sur Satan (Satan triomphant) et ses sectateurs (Les Corbeaux noirs en 1917, de Boutch-Tomachevski ; Ceux qui mentent à Dieu en 1917 et Bégouny en 1918 de Tchargonyn ; Les Colombes blanches en 1918 de Nikolai Malikov). Alors que la censure tsariste vient de disparaître, ces films se situent au carrefour de l'athéisme traditionnel des milieux intellectuels et du renouveau du mysticisme dans ces mêmes milieux.
D'inspiration symboliste, Satan triomphant exploite la thématique de l'identité du Bien et du Mal à travers le reflet, qu'il hérite de la trilogie le Christ et l'Antéchrist de Dimitri Merejkovski : reflet de Satan lorsque Talnox se regarde dans le miroir, reflet de la première et de la deuxième partie, du père et du fils (joués par le même acteur, Ivan Mosjoukine)…
La fin du film, qui voyait les pécheurs punis, est perdue.